# فهرست رهبران اخوان‌المسلمین
رهبر اخوان‌المسلمین که به او مرشد عام می‌گویند بالاترین مقام این گروه است. نخستین آن‌ها حسن البنا بود که توسط عوامل حکومت پادشاهی وقت مصر ترور شد. بعد از دو سال از مرگ او این تشکیلات دوباره انسجام یافت و مرشد عام دوم یعنی حسن الهضیبی انتخاب شد.

## نحوه انتخاب
مرشد عام جماعت توسط شورای عمومی از میان اعضای انجمن که حداقل پانزده سال سابقه عضویت داشته باشد و سن او نیز از چهل سال قمری کمتر نباشد انتخاب می‌شود. اعضای جماعت پس از انتخاب مرشد عام باید با او بیعت کنند. مرشد عام نباید در کارهای تجاری یا مشاغل دیگر جز کارهای علمی و ادبی مشغول باشد. دوره مسئولیت او شش سال است و انتخاب مجدد او تنها برای یک دوره بلا مانع است.
| ردیف | مرشد عام         | مرشد عام | آغاز دوره | پایان دوره |
| ---- | ---------------- | -------- | --------- | ---------- |
| ۱    | حسن البنا        |          | ۱۹۲۸      | ۱۹۴۹       |
| ۲    | حسن الهضیبی      |          | ۱۹۵۱      | ۱۹۷۳       |
| ۳    | عمر التلمسانی    |          | ۱۹۷۲      | ۱۹۸۶       |
| ۴    | محمد حامد ابونصر |          | ۱۹۸۶      | ۱۹۹۶       |
| ۵    | مصطفی مشهور      |          | ۱۹۹۶      | ۲۰۰۲       |
| ۶    | مأمون الهضیبی    |          | ۲۰۰۲      | ۲۰۰۴       |
| ۷    | محمدمهدی عاکف    |          | ۲۰۰۴      | ۲۰۱۰       |
| ۸    | محمد بدیع        |          | ۲۰۱۰      | ۲۰۱۳       |
| ۹    | محمود عزت        |          | ۲۰۱۳      | ۲۰۲۰       |
| ۱۰   | ابراهیم منیر     |          | ۲۰۲۰      | ۲۰۲۱       |
| ۱۱   | مصطفی طلبه       |          | ۲۰۲۱      | متصدی      |